# 段深
段深（?—?），字德深，武威郡姑臧县人，段韶次子。
段深容貌俊美，宽厚谨慎有父风。齐文宣帝天保年间，受父封姑臧县公。大宁初年，拜通直散骑侍郎。大宁二年（562年），诏尚永昌公主，未婚，永昌公主去世。河清三年（564年），齐武成帝下诏命他娶东安公主。因为父亲段韶之功，官至侍中、将军、源州大中正，食邑赵郡。段韶病重，齐后主下诏封段深济北王，以慰段韶之意。武平末年，官至徐州行台左仆射、徐州刺史。北齐灭亡，在北周封郡公，拜大将军。坐事被杀。

## 延伸阅读
[在维基数据编辑]
 《北齊書·卷16》，出自李百药《北齊書》